# Beauvallon (Rodan)
Beauvallon – gmina we Francji, w regionie Owernia-Rodan-Alpy, w departamencie Rodan. W 2013 roku liczba ludności wynosiła 3883 mieszkańców. 
Gmina została utworzona 1 stycznia 2018 roku z połączenia trzech ówczesnych gmin: Chassagny, Saint-Andéol-le-Château oraz Saint-Jean-de-Touslas. Siedzibą gminy została miejscowość Saint-Andéol-le-Château.